# Часна трпеза
Часна трпеза (грч. ή αγία τράπεζα, το θυσιαστήριον – трапеза, Свети престо, Часни престо, Олтар, Велики олтар), у Православној Цркви је средиште и најважнији део олтарског простора на коме се приноси бескрвна жртва, односно припрема завршни чин Евхаристије. Симболизује гроб и Престо Господњи и на њој се освећују Дарови.
Најчешће је израђена од мермера у форми стола са централном ногом и у њу се, при освештавању, полаже честица моштију као супститутивни знак да се хришћански обред врши (и даље) на гробу мученика. У богатијим манастирима (нпр. Хиландару) часна трпеза служи и као спремиште већег броја кивота са реликвијама. Понекад се украшава рељефима, али само са страна, јер горња површина плоче стола мора да остане равна.
Часна трпеза има и обавезан инвентар који је прати: јеванђеље, престони крст, антиминс, рипиде, свећњаке, убрус, кадионицу поред и друге сасуде и предмете без којих литургија не може да се врши. Над олтаром постављан је балдахин, односно циборијум (према Православној традицији у живопису и иконопису, приказивање унутрашњости храма је у оквиру архитектонских скраћеница, неретко само с циборијумом над часном трпезом).